# 에리카 짐펠
에리카 김플(Erica Gimpel, 1964년 6월 25일 ~ )는 미국의 배우, 가수이다. 뉴욕에서 태어났다.

## 출연 작품
- Cloudy With a Chance of Love (2015)
- 섹스, 데스 앤 볼링 (2015년)
- 베로니카, 죽기로 결심하다 (2009년)
- 제인 도: 더 하더 데이 폴 (2006년)
- 보이프렌드 포 크리스마스 (2004년)
- 프리키 프라이데이 (2003년)
- 임포스터 (2001년)
- 더 디스트릭트 (2000년)
- 인터밋 비트레이얼 (1999년)
- 터치 미 (1997년) - 카린 역
- 스틱스 & 스톤즈 (1996년)
- 프로파일러 (1996년)
- 바람둥이 (1995년)
- 스모크 (1995년)
- 아마추어 (1994년)
- 반항의 장벽 (1994년)
- 언더토우 (1991년)
- 킹 뉴욕 (1990년)

### 텔레비전
- 베로니카 마스 (2004년)
- 터치드 바이 언 엔젤 (1994년)
- ER (1994년)
- 남과 북 2 (1986년)
- 남과 북 (1985년)
- 내일은 스타 (1982년)
- 그레이 아나토미 시즌6 (2009년) - 베사니 앤더슨 역
- 로스웰 시즌1 (1999년)
- 갓 프렌디드 미 시즌2